# Sloy Power Station
Die Sloy Power Station (deutsch: Kraftwerk Sloy) ist ein Wasserkraftwerk in der schottischen Council Area Argyll and Bute. Es befindet sich in einer dünn besiedelten, bergigen Region in den Arrochar Alps nördlich der Halbinsel Cowal am Nordwestufer von Loch Lomond. 1996 wurde das Kraftwerk in die schottischen Denkmallisten in der höchsten Kategorie A aufgenommen. Zusätzlich bildet es zusammen mit der Staumauer an Loch Sloy ein Denkmalensemble der Kategorie A. Die nächstgelegene größere Ortschaft ist das etwa sechs Kilometer entfernte Tarbet.

## Stausee
Im ersten Plan zur Nutzung der Wasserkraft in Schottland war die Aufstauung von Loch Sloy vorgesehen. Die Bauarbeiten begannen unter Federführung des North of Scotland Hydro-Electric Board und waren 1949 abgeschlossen. Die in dieser Zeit entstandene Staumauer war zum Bauzeitpunkt mit einer Länge von 366 m die längste ihrer Art in Schottland. Bei der Errichtung des 46 m hohen Bauwerks wurde teilweise auf deutsche Kriegsgefangene des Zweiten Weltkriegs zurückgegriffen. Das Aufstauen verursachte eine Verdopplung der Seelänge, wobei dieser rund 50 m an Tiefe gewann. Das Regeneinzugsgebiet vervierfachte sich durch diese Maßnahme.

## Kraftwerk
Die Sloy Power Station liegt etwa drei Kilometer südöstlich der Staumauer am Ufer von Loch Lomond. Von der Staumauer aus wurden mehrere zwei Meter durchmessende Druckleitungen durch den Berg Ben Vorlich, der zwischen den beiden Seen liegt, getrieben. Der architektonische Entwurf wurde 1947 eingereicht und der Bau 1950 abgeschlossen. In Gegenwart der britischen Königinmutter fand die feierliche Eröffnung der Anlage statt. In den 1990er Jahren wurden Sanierungsarbeiten mit einem Volumen von 113 Millionen £ durchgeführt. Hierbei wurden drei der vier Generatoren ausgetauscht und ihre Leistung von 32,5 MW auf jeweils 40 MW erhöht. Das Kraftwerk vermag eine Leistung von 152,5 MW zu generieren und ist damit das leistungsfähigste Wasserkraftwerk im Vereinigten Königreich. Bei voller Auslastung verbraucht die Anlage rund 4,5 Millionen Liter Wasser je Minute. Die erzeugte Energie wird über 132-kV-Leitungen in das Stromnetz eingespeist. Die Wiedereröffnung übernahm die schottische Labour-Ministerin Sarah Boyack. Obschon bereits bei den ersten Plänen in den 1940er Jahren erwogen, wurde die Planung zu einem Ausbau als Pumpspeicherkraftwerk erst im Jahre 2010 aufgenommen. Es ist geplant eine Pumpleistung von 60 MW zu installieren, um Wasser aus dem Loch Lomond in den Loch Sloy zu überführen.

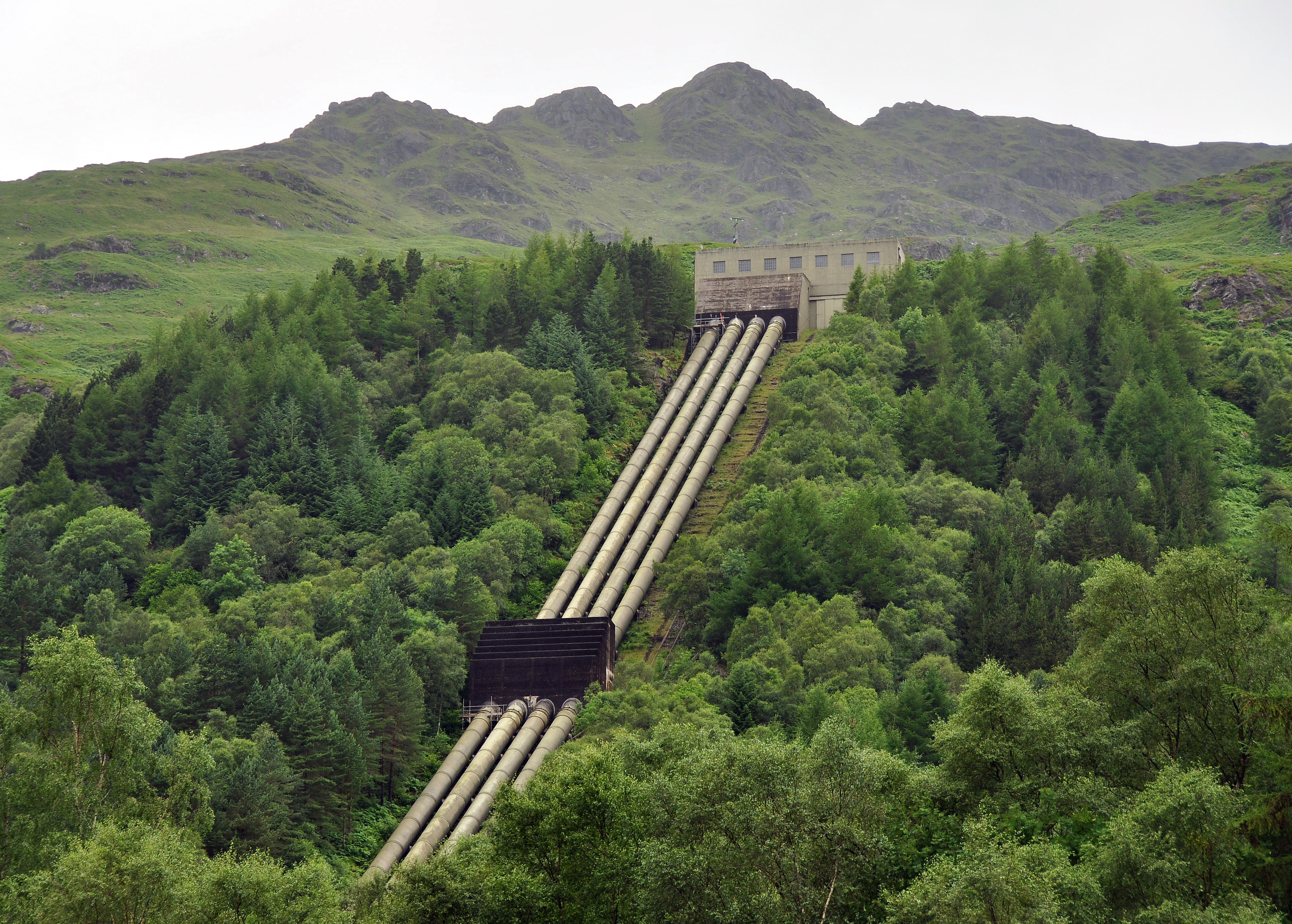
Druckleitungen an den Hängen von Ben Vorlich
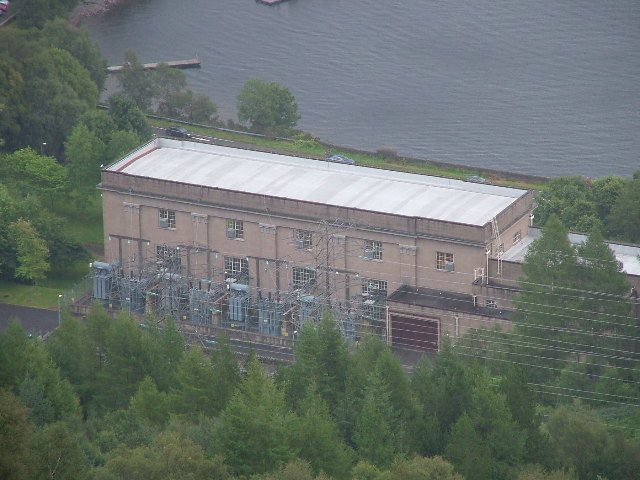
Blick auf das Krafthaus